# Pallacanestro Interclub 2007-2008
Questa voce raccoglie le informazioni riguardanti la Pallacanestro Interclub Muggia nelle competizioni ufficiali della stagione 2007-2008.

## Stagione
La stagione 2007-2008 è stata la dodicesima che la Pallacanestro Interclub, sponsorizzata Hotel Greif, ha disputato in Serie A2.

## Verdetti stagionali
- Serie A2: (30 partite)

stagione regolare: 15º posto nel Girone Nord su 16 squadre (7 vinte, 23 perse): retrocessa in Serie B.

## Roster
|    | Naz.                | Ruolo | Sportivo            | Anno | Alt. |  |       |
| -- | ------------------- | ----- | ------------------- | ---- | ---- |  | ----- |
| 4  | Italia (bandiera)   | G     | Marta Savelli       | 1982 | 175  |  | [ 3 ] |
| 5  | Italia (bandiera)   | G     | Lara Cumbat         | 1988 | 177  |  |       |
| 6  | Italia (bandiera)   | A     | Samantha Cergol     | 1987 | 181  |  |       |
| 7  | Italia (bandiera)   | PG    | Arianna Beltrame    | 1983 | 175  |  |       |
| 8  | Italia (bandiera)   | G     | Alessia Fragiacomo  | 1982 | 181  |  |       |
| 9  | Italia (bandiera)   | C     | Carla Fabris        | 1986 | 185  |  |       |
| 10 | Italia (bandiera)   | G     | Jessica Cergol      | 1985 | 180  |  |       |
| 11 | Italia (bandiera)   | P     | Beatrice Berdini    | 1988 | 160  |  |       |
| 12 | Italia (bandiera)   | A     | Silvia Cassetti     | 1982 | 185  |  |       |
| 12 | Slovenia (bandiera) | C     | Meta Nelc           | 1986 | 190  |  |       |
| 14 | Italia (bandiera)   | A     | Alessia Borsetta    | 1981 | 181  |  |       |
| 15 | Italia (bandiera)   | P     | Elisa Gherbaz       | 1979 | 169  |  |       |
| 16 | Italia (bandiera)   | G     | Elisa Ritossa       | 1988 | 176  |  |       |
| 20 | Grecia (bandiera)   | P     | Luisa Arsa          | 1990 |      |  |       |
|    |                     |       |                     |      |      |  |       |
| 9  | Italia (bandiera)   |       | Andrea Tisma        | 1992 |      |  |       |
| 11 | Italia (bandiera)   |       | Roberta Spadaro     | 1990 |      |  |       |
| 17 | Italia (bandiera)   |       | Costanza Peinkhofer | 1992 |      |  |       |
| 18 | Italia (bandiera)   |       | Martina Borin       | 1990 |      |  |       |
| 18 | Italia (bandiera)   |       | Martina Segulja     | 1992 |      |  |       |
| 18 | Italia (bandiera)   |       | Chiara Valenta      | 1988 |      |  |       |
| 19 | Italia (bandiera)   |       | Jessica Miot        | 1988 |      |  |       |
| 19 | Italia (bandiera)   |       | Ilaria Prisciandaro | 1992 |      |  |       |

## Statistiche

### Statistiche di squadra
| Competizione           | Punti | In casa | In casa | In casa | In casa | In casa | In trasferta | In trasferta | In trasferta | In trasferta | In trasferta | Totale | Totale | Totale | Totale | Totale | Totale |
| Competizione           | Punti | G       | V       | P       | Ptf     | Pts     | G            | V            | P            | Ptf          | Pts          | G      | V      | P      | Ptf    | Pts    | Diff.  |
| ---------------------- | ----- | ------- | ------- | ------- | ------- | ------- | ------------ | ------------ | ------------ | ------------ | ------------ | ------ | ------ | ------ | ------ | ------ | ------ |
| Serie A2 - Girone Nord | 14    | 15      | 6       | 9       | 925     | 1007    | 15           | 1            | 14           | 883          | 1101         | 30     | 7      | 23     | 1808   | 2108   | -300   |

### Statistiche delle giocatrici
| Giocatrice          | Partite | Partite | Min. | Pun | Tiri da 2 | Tiri da 2 | Tiri da 2 | Tiri da 3 | Tiri da 3 | Tiri da 3 | Tiri Liberi | Tiri Liberi | Tiri Liberi | Rimbalzi | Rimbalzi | Rimbalzi | Palle | Palle | Stopp. | Stopp. | Ass | Falli | Falli | Val. |
| Giocatrice          | Pr      | PG      | Min. | Pun | R         | T         | %         | R         | T         | %         | R           | T           | %           | D        | O        | T        | P     | R     | S      | D      | Ass | F     | S     | Val. |
| ------------------- | ------- | ------- | ---- | --- | --------- | --------- | --------- | --------- | --------- | --------- | ----------- | ----------- | ----------- | -------- | -------- | -------- | ----- | ----- | ------ | ------ | --- | ----- | ----- | ---- |
| Luisa Arsa          | 22      | 7       | 44   | 6   | 1         | 4         | 25        | 1         | 3         | 33        | 1           | 2           | 50          | 5        | 4        | 9        | 6     | 3     |        |        | 4   | 4     | 4     | 10   |
| Arianna Beltrame    | 30      | 30      | 710  | 113 | 24        | 59        | 41        | 17        | 56        | 30        | 14          | 27          | 52          | 42       | 12       | 54       | 33    | 30    | 1      | 2      | 9   | 55    | 39    | 71   |
| Martina Borin       | 1       | 0       |      | 0   |           |           |           |           |           |           |             |             |             |          |          |          |       |       |        |        |     |       |       |      |
| Alessia Borsetta    | 29      | 26      | 741  | 195 | 91        | 202       | 45        | 2         | 7         | 29        | 7           | 15          | 47          | 81       | 64       | 145      | 33    | 25    | 4      | 6      | 1   | 73    | 25    | 163  |
| Samantha Cergol     | 15      | 10      | 231  | 67  | 17        | 40        | 42        | 1         | 6         | 17        | 30          | 48          | 62          | 26       | 16       | 42       | 11    | 16    | 2      | 1      | 9   | 19    | 31    | 88   |
| Jessica Cergol      | 29      | 27      | 948  | 527 | 153       | 333       | 46        | 35        | 108       | 32        | 116         | 138         | 84          | 77       | 34       | 111      | 71    | 69    | 9      | 6      | 12  | 87    | 126   | 409  |
| Lara Cumbat         | 29      | 27      | 537  | 79  | 14        | 39        | 36        | 14        | 68        | 21        | 9           | 21          | 43          | 39       | 26       | 65       | 46    | 27    | 6      | 1      | 14  | 48    | 31    | 26   |
| Carla Fabris        | 29      | 27      | 731  | 224 | 97        | 182       | 53        | 0         | 5         | 0         | 30          | 92          | 33          | 101      | 68       | 169      | 53    | 46    | 6      | 13     | 8   | 79    | 74    | 244  |
| Alessia Fragiacomo  | 9       | 4       | 94   | 37  | 6         | 11        | 55        | 6         | 16        | 38        | 7           | 12          | 58          | 3        | 2        | 5        | 7     | 10    |        |        | 4   | 16    | 11    | 24   |
| Elisa Gherbaz       | 30      | 30      | 995  | 255 | 49        | 126       | 39        | 38        | 158       | 24        | 43          | 82          | 52          | 75       | 29       | 104      | 119   | 72    | 3      | 4      | 57  | 94    | 114   | 154  |
| Jessica Miot        | 1       | 0       |      | 0   |           |           |           |           |           |           |             |             |             |          |          |          |       |       |        |        |     |       |       |      |
| Meta Nelc           | 30      | 28      | 415  | 85  | 33        | 86        | 38        | 1         | 2         | 50        | 16          | 33          | 48          | 35       | 29       | 64       | 33    | 20    | 3      | 11     | 4   | 33    | 29    | 73   |
| Costanza Peinkhofer | 4       | 1       | 1    | 0   |           |           |           |           |           |           |             |             |             |          |          |          |       |       |        |        |     |       |       |      |
| Ilaria Prisciandaro | 6       | 3       | 4    | 1   |           |           |           |           |           |           | 1           | 2           | 50          |          |          |          | 1     |       |        |        |     | 2     | 1     | -2   |
| Elisa Ritossa       | 1       | 0       |      | 0   |           |           |           |           |           |           |             |             |             |          |          |          |       |       |        |        |     |       |       |      |
| Marta Savelli       | 15      | 15      | 521  | 211 | 52        | 98        | 53        | 15        | 46        | 33        | 62          | 79          | 78          | 34       | 8        | 42       | 59    | 44    | 6      | 2      | 16  | 30    | 66    | 192  |
| Martina Segulja     | 8       | 3       | 5    | 3   |           |           |           | 1         | 1         | 100       |             |             |             | 2        |          | 2        |       |       |        |        |     |       |       | 5    |
| Roberta Spadaro     | 4       | 2       | 8    | 0   |           |           |           |           |           |           |             |             |             |          |          |          | 2     |       |        |        | 1   | 1     |       | -2   |
| Andrea Tisma        | 2       | 0       |      | 0   |           |           |           |           |           |           |             |             |             |          |          |          |       |       |        |        |     |       |       |      |
| Chiara Valenta      | 5       | 3       | 35   | 1   | 0         | 6         | 0         |           |           |           | 1           | 2           | 50          |          | 1        | 1        | 2     | 1     |        |        |     | 4     | 2     | -8   |